# ライト・トゥ・ドリーム・パルク
ライト・トゥ・ドリーム・パルク（Right to Dream Park）は、デンマーク・デンマーク首都地域ファールムにあるサッカー専用スタジアム。2003年よりFCノアシェランがホームスタジアムとして使用している。

## 概要
スタジアム周辺一帯はファールム市民のための様々なスポーツ施設が点在しており、テニス場を始めスカッシュ場や市民プール、ジムさらには託児所や保育施設などの育児施設も充実している。
2016年4月から、FCノアシェランと提携を結んでいたガーナのライト・トゥ・ドリーム・アカデミーへスタジアムの命名権を譲渡し、ライト・トゥ・ドリーム・パルク (Right to Dream Park)を命名された。
スタジアムが開場して間もない2002年5月、UEFA U-17欧州選手権2002を開催する会場の一つに選ばれ、5月10日にはU-17スイス代表対U-17フランス代表の決勝戦が行われた。

## ギャラリー

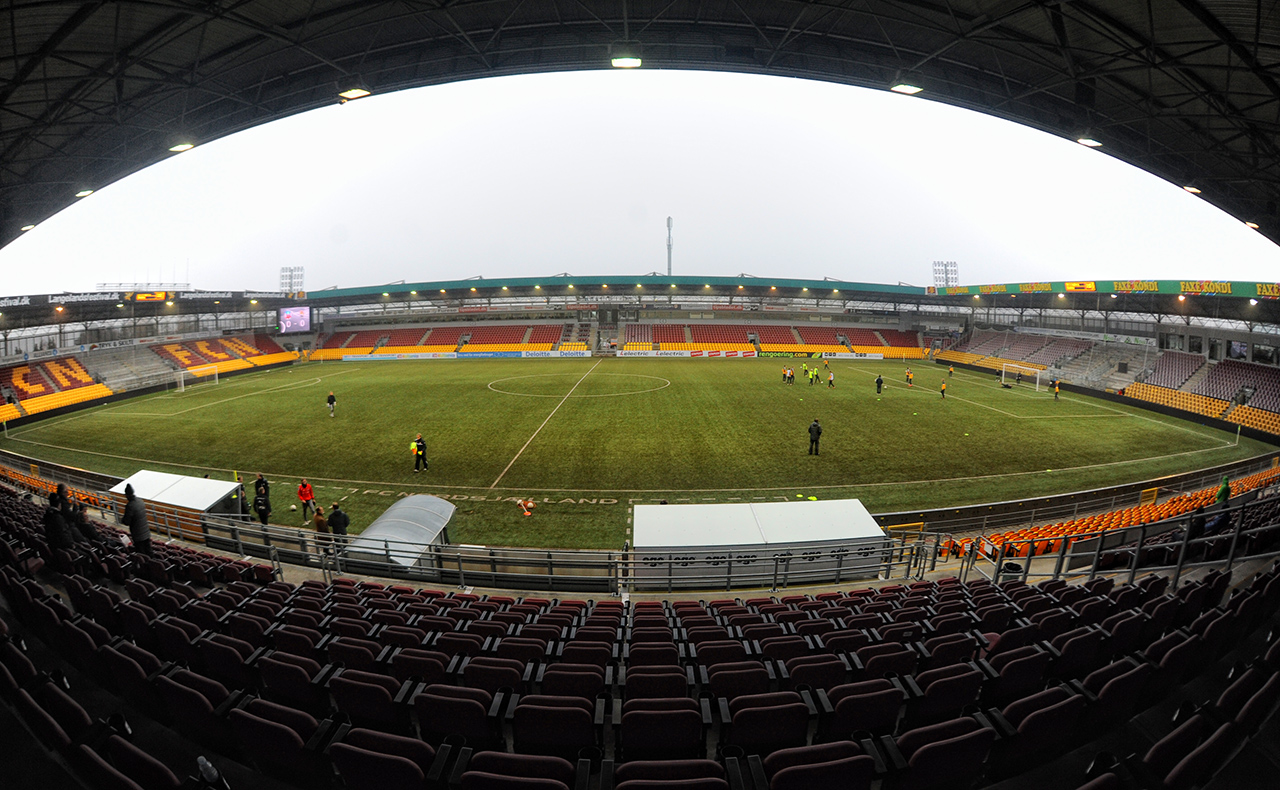
内観
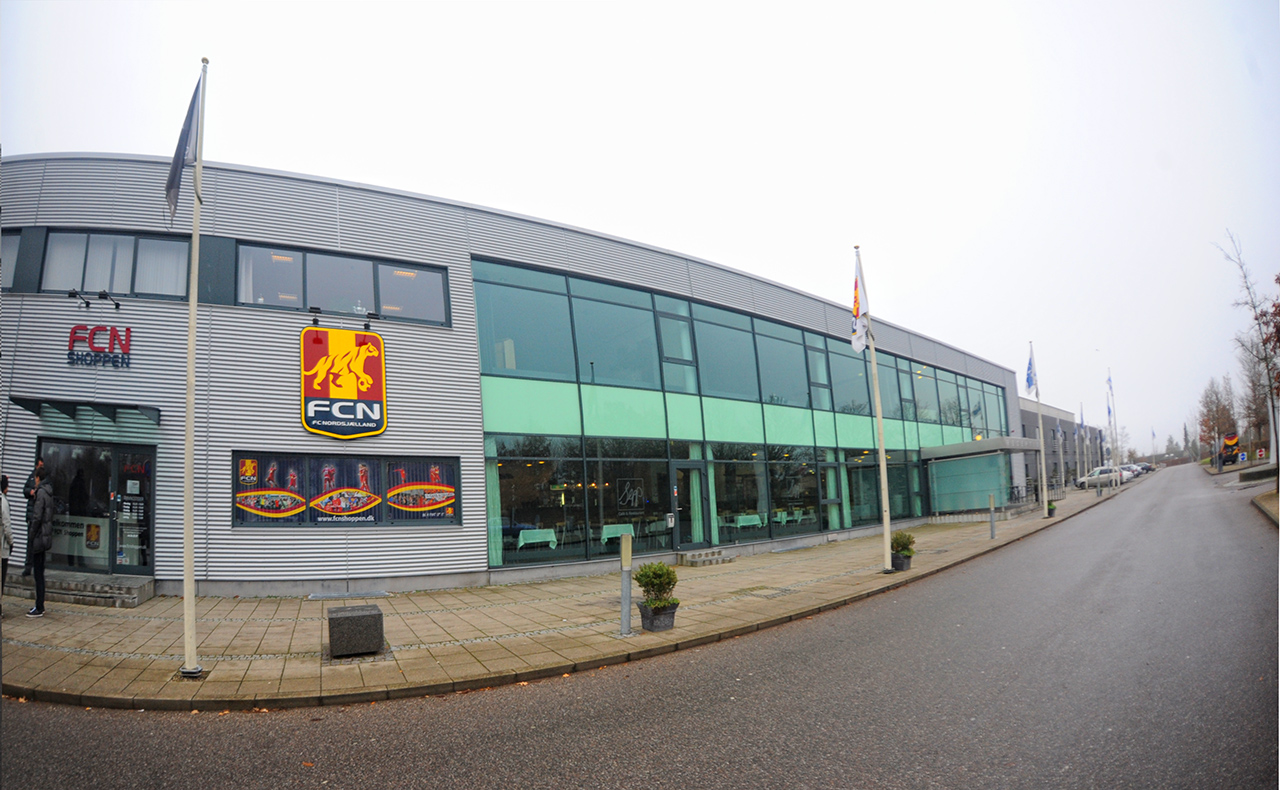
外観1
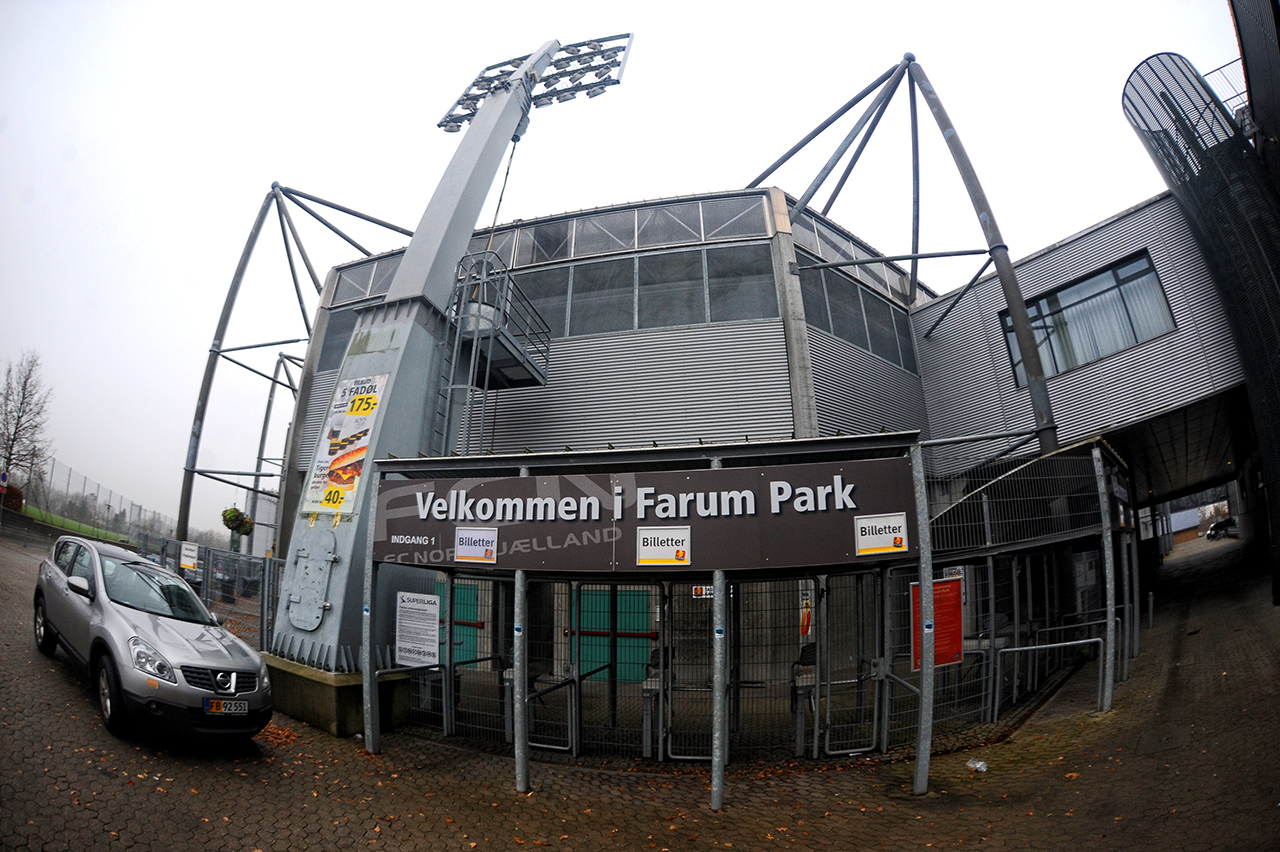
外観2

## アクセス
- 鉄道
  - デンマーク国鉄 B線ファールム駅（英語版）より車で5分